# Teorema de Hilbert-Schmidt
Em matemática, sobretudo na análise funcional o teorema de Hilbert-Schmidt é um teorema central na caracterização de operadores lineares compactos auto-adjuntos em espaços de Hilbert.

## Enunciado
Seja {\displaystyle A:H\to H\,} um operador compacto auto-adjunto em um espaço de Hilbert {\displaystyle H\,}. Então, existe um base ortogonal completa {\displaystyle \{\phi _{n}\}_{n=1}^{N}\,} tal que {\displaystyle A\phi _{n}=\lambda _{n}\phi _{n}\,} e {\displaystyle \lambda _{n}\to 0\,}. Onde {\displaystyle N\,} é dimensão do espaço (podendo ser finita ou infinita).

## Forma canônica
Em função deste teorema, podemos escrever a forma canônica do operador como:
{\displaystyle Ax=\sum _{n=1}^{N}\lambda _{n}\langle x,\phi _{n}\rangle \phi _{n}\,}